# Gary Ray Bowles
Gary Ray Bowles (ur. 25 stycznia 1962 w Clifton Forge, zm. 22 sierpnia 2019 w Raiford) - amerykański seryjny morderca, zwany Mordercą z autostrady I-95. W okresie od marca do października 1994 r. zamordował 6 mężczyzn.

## Zbrodnie
Bowles oferował usługi seksualne starszym od siebie mężczyznom. Gdy ci zapraszali go do swoich domów, zabijał ich i okradał. Ofiary Bowlesa ginęły w wyniku uduszenia lub pobicia. Wszystkich zbrodni dopuścił się blisko autostrady I-95. W związku z popełnionymi zbrodniami znalazł się na liście 10 najbardziej poszukiwanych zbiegów FBI.

## Aresztowanie i proces
W listopadzie 1994 r. Bowles został aresztowany pod zarzutem morderstwa Waltera Hintona. Po aresztowaniu przyznał się do popełnienia wszystkich morderstw. W 1996 roku Bowles został skazany na karę śmierci przez wstrzyknięcie trucizny. Wyrok wykonano 22 sierpnia 2019 r. w więzieniu w Raiford. Na swój ostatni posiłek, Bowles spożył trzy cheeseburgery, bekon i frytki.

## Ofiary
1. 15 marca 1994: John Roberts, 59 lat
2. 14 kwietnia 1994: David Jarman, 39 lat
3. 4 maja 1994: Milton Bradley, 72 lata
4. 13 maja 1994: Alverson Carter, 47 lat
5. 18 maja 1994: Albert Morris, 37 lat
6. 16 listopada 1994: Walter Hinton, 42 lata[5]